# Yegor Troyakov
Yegor Troyakov (tiếng Belarus: Ягор Траякоў; tiếng Nga: Егор Трояков; sinh 24 tháng 2 năm 1995) là một cầu thủ bóng đá Belarus. Tính đến năm 2017, anh thi đấu cho Gomel.